# 奥平昌章
奥平 昌章（おくだいら まさあきら）は、出羽山形藩第2代藩主、のち下野宇都宮藩主。中津藩奥平家4代。

## 生涯

### 山形藩主時代
寛文8年（1668年）3月24日、肥前福江藩主五島盛勝の次男（三男とも）として生まれる。
寛文12年（1672年）に母方の伯父の山形藩主奥平昌能の末期養子に迎えられ、昌能の死去により家督を継いだ。長男、長女に先立たれた昌能には娘2人が遺されていたが、いずれも年長で、次女のくら姫は松平乗春の正室となり、より歳の近い三女の菊姫（寛文4年（1664年）生まれ）と結婚する。天和元年12月27日（1682年2月4日）には従五位下・美作守に叙位・任官される。

### 宇都宮藩主時代
貞享2年（1685年）6月22日、宇都宮藩に移封された。貞享4年（1687年）、烏山藩主那須資徳が改易されると、烏山城受け取り役を務めている。また奥州街道と日光街道が通る宇都宮は旅人が多く、病人対策のために元禄2年（1689年）に順番医制度を導入して医師20人を常駐させた。
元禄8年（1695年）4月8日に死去、享年28。家督は2歳だった次男の昌成が継いだ。